# Згорњи Дражен Врх
Згорњи Дражен Врх (словен. Zgornji Dražen Vrh) је насељено место у општини Шентиљ, Подравска регија, Словенија.

## Историја
До територијалне реорганизације у Словенији био је у саставу старе општине Песница.

## Становништво
У попису становништва из 2011. године, Згорњи Дражен Врх је имао 131 становника.
| Број становника према пописима | Број становника према пописима | Број становника према пописима |
| ------------------------------ | ------------------------------ | ------------------------------ |
| 1991                           | 2002                           | 2011                           |
| 147                            | 140                            | 131                            |

Напомена: До 2002. исказивано под именом Дражен Врх. Године 2017. извршена је мања размена територија између насеља Згорњи Дражен Врх и Трате.